# Resolutie 898 Veiligheidsraad Verenigde Naties
Resolutie 898 van de Veiligheidsraad van de Verenigde Naties is unaniem aangenomen op 23 februari 1994. De Veiligheidsraad besloot de ONUMOZ-vredesmacht in Mozambique uit te breiden met een politiecomponent en een deel van de militairen terug te trekken.

## Achtergrond
Nadat Mozambique onafhankelijk was geworden van Portugal kwam de communistische verzetsbeweging FRELIMO aan de macht. Die kreeg al snel de anti-communistische RENAMO tegen zich, waarmee er een burgeroorlog was begonnen die vijftien jaar zou duren. In 1992 kwamen beide partijen na jarenlange onderhandelingen tot een vredesakkoord.

## Inhoud

### Waarnemingen
De Veiligheidsraad had de status van de ONUMOZ-missie in Mozambique herzien. De raad herhaalde ook het belang van het Algemeen Vredesakkoord en de tijdige uitvoering ervan door alle partijen. De positieve ontwikkelingen
daarbij werden verwelkomt, maar desondanks waren er nog steeds vertragingen. Ook hadden Mozambique en de FRELIMO verzocht om alle politie-activiteiten te observeren. Secretaris-generaal Boutros Boutros-Ghali stelde voor om een politiecomponent op te richten als onderdeel van ONUMOZ. Ook wilde hij het militaire component gefaseerd afbouwen.

### Handelingen
De Veiligheidsraad autoriseerde de oprichting van een politiecomponent binnen de ONUMOZ-missie van maximaal 1144 man. De secretaris-generaal werd gevraagd de terugtrekking van een deel van de militairen voor te bereiden en om een tijdsschema op te stellen voor de voltooiing van ONUMOZ' mandaat tegen november 1994, wanneer de verkozen regering in functie moet treden. Ook moesten de militairen in de transportcorridors teruggetrokken worden tegen dat de nieuwe nationale defensiemacht van Mozambique operationeel werd en moesten de militaire waarnemers worden teruggetrokken bij de voltooiing van de demobilisatie.
Recente positieve ontwikkelingen, als de samentrekking van troepen, ontmanteling van paramilitaire milities, de kieswet en de aanstelling van de Nationale Verkiezingscommissie, werden verwelkomd. Doch was er bezorgdheid om vertragingen bij onder meer de demobilisatie en de vorming van een nationaal leger. De twee partijen werden opgeroepen zich aan het vredesakkoord, en in het bijzonder het staakt-het-vuren en de demobilisatie, te houden.
De troepen van Mozambique en FRELIMO moesten samengetrokken worden en hun wapens ingeleverd en opgeslagen. Ook moest begonnen worden met het voorbereiden van de verkiezingen die nog voor november moesten plaatsvinden. De partijen werd gevraagd snel een verkiezingsdatum overeen te komen.
De internationale gemeenschap werd gevraagd te helpen met de betaling van de gedemobiliseerde troepen en de opleiding van het nieuwe defensieleger van Mozambique. Ook moest gezorgd worden voor een snelle terugkeer van vluchtelingen en ontheemden. Ook werd de secretaris-generaal gevraagd bij de operaties van ONUMOZ op de kosten te letten en keek de Veiligheidsraad uit naar diens volgende rapport over de vooruitgang en het tijdsschema op basis waarvan ONUMOZ' mandaat herzien zou worden.

## Verwante resoluties
- Resolutie 879 Veiligheidsraad Verenigde Naties (1993)
- Resolutie 882 Veiligheidsraad Verenigde Naties (1993)
- Resolutie 916 Veiligheidsraad Verenigde Naties
- Resolutie 957 Veiligheidsraad Verenigde Naties

Lijst ·  893 ·  894 ·  895 ·  896 ·  897 ·  898 ·  899 ·  900 ·  901 ·  902 ·  903 ·  904 ·  905 ·  906 ·  907 ·  908 ·  909 ·  910 ·  911 ·  912 ·  913 ·  914 ·  915 ·  916 ·  917 ·  918 ·  919 ·  920 ·  921 ·  922 ·  923 ·  924 ·  925 ·  926 ·  927 ·  928 ·  929 ·  930 ·  931 ·  932 ·  933 ·  934 ·  935 ·  936 ·  937 ·  938 ·  939 ·  940 ·  941 ·  942 ·  943 ·  944 ·  945 ·  946 ·  947 ·  948 ·  949 ·  950 ·  951 ·  952 ·  953 ·  954 ·  955 ·  956 ·  957 ·  958 ·  959 ·  960 ·  961 ·  962 ·  963 ·  964 ·  965 ·  966 ·  967 ·  968 ·  969